# أرماندو غوتيرز
أرماندو غوتيرز (بالإنجليزية: Armando Gutierrez)‏ هو شخصية أعمال أمريكي وكوبي، ولد في 17 نوفمبر 1949 في كوبا.